# Bui
Bui (russisch Буй) ist eine Stadt mit 25.763 Einwohnern (Stand 14. Oktober 2010) in der Oblast Kostroma in Russland.

## Geographie
Bui liegt an den Flüssen Kostroma und Wjoksa. Die Stadt befindet sich etwa 450 km nordöstlich von Moskau und 100 km nordöstlich der Gebietshauptstadt Kostroma. Die nächstgelegene Stadt ist Galitsch 50 km weiter östlich.
Bui bildet einen Stadtkreis und ist zugleich Verwaltungszentrum des gleichnamigen Rajons Bui.

## Geschichte

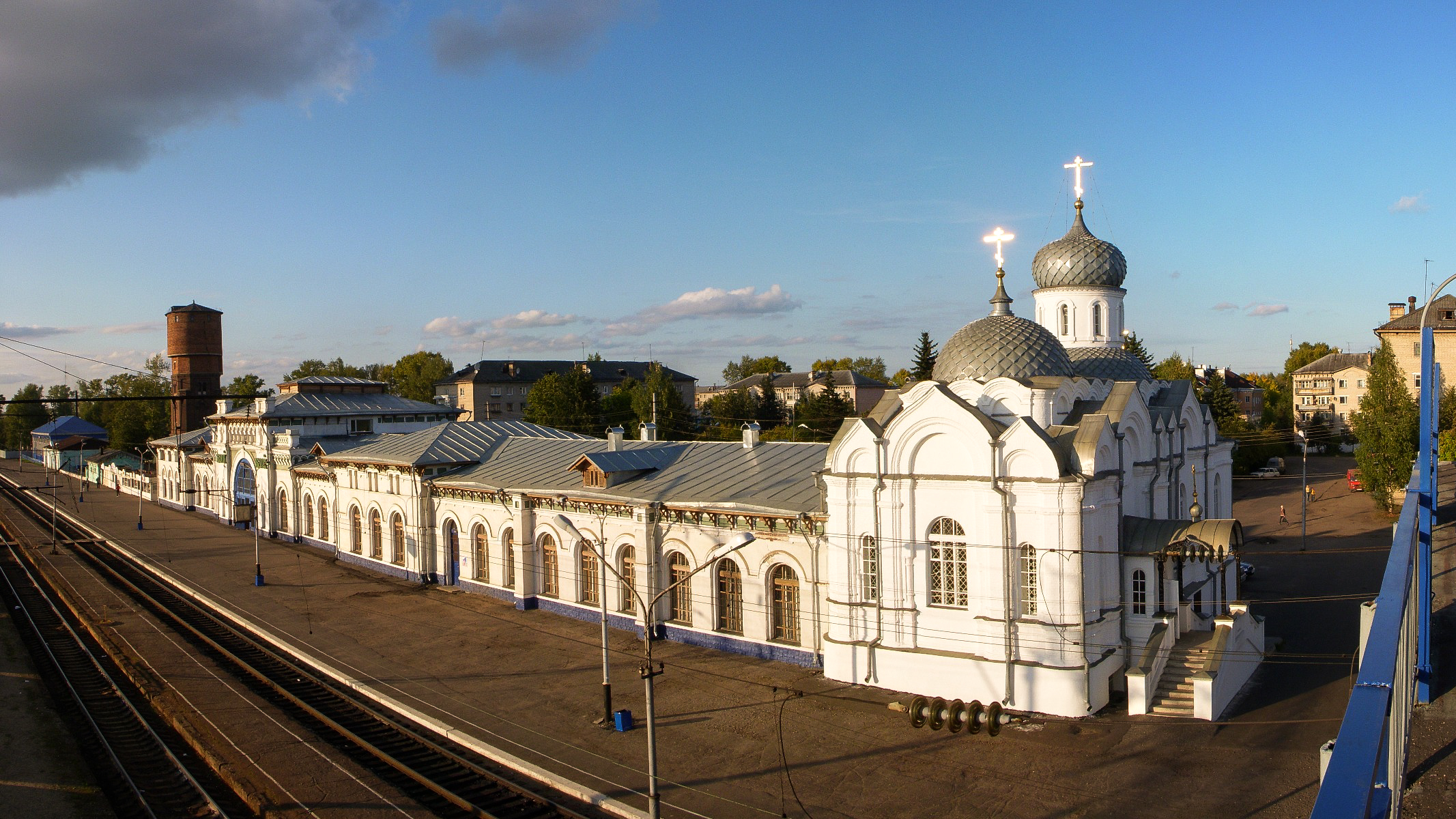
Bahnhof Bui

Der Ort wurde im Jahre 1536 unter der Herrschaft der Regentin Helena Glinskaja als kleine hölzerne Festung gegründet, welche die östliche Grenze Moskowiens in diesem Bereich schützen sollte. Nachdem jedoch 16 Jahre später das Khanat Kasan von den Truppen Iwan des Schrecklichen eingenommen wurde, fiel die Angriffsgefahr von Osten weg, und Bui verlor seine Bedeutung als Stützpunkt. Trotzdem wurde der Ort im 17. Jahrhundert während der polnisch-litauischen Intervention stark beschädigt.
Im 18. Jahrhundert war Bui vorwiegend als relativ bevölkerungsarme Handwerkssiedlung bekannt. 1719 wurde es dem Gouvernement Kostroma zugeschrieben, 1778 erhielt es Stadtstatus, welcher dem Ort von 1796 bis 1802 wieder entzogen worden war.
Eine nennenswerte wirtschaftliche Entwicklung wies Bui erst ab 1903 auf, als die Eisenbahnstrecke Wologda–Wjatka verlegt wurde, an der nahe Bui ein Bahnhof entstand. Heute ist diese Strecke Teil der Transsibirischen Bahn. Anfang des 20. Jahrhunderts entstanden in Bui einige kleinere Fabriken. Allerdings wurde ein Großteil der städtischen Infrastruktur – unter anderem die Wasserleitung, das Stromnetz und das Krankenhaus – erst in den 1960er-Jahren fertiggestellt.

### Bevölkerungsentwicklung
| Jahr | Einwohner |
| ---- | --------- |
| 1897 | 2.624     |
| 1926 | 9.932     |
| 1939 | 20.352    |
| 1959 | 27.221    |
| 1970 | 29.216    |
| 1979 | 28.256    |
| 1989 | 32.701    |
| 2002 | 27.392    |
| 2009 | 25.763    |
| 2014 | 24.531    |

Anmerkung: Volkszählungsdaten

## Wirtschaft
Im heutigen Bui gibt es chemische Industrie, Holzverarbeitung, Halbleitergerätebau, Möbel- und Lebensmittelindustrie. In der Siedlung Tschistyje Bory in der näheren Umgebung von Bui ist außerdem seit längerem der Bau des Kernkraftwerks Kostroma geplant.

## Bauwerke

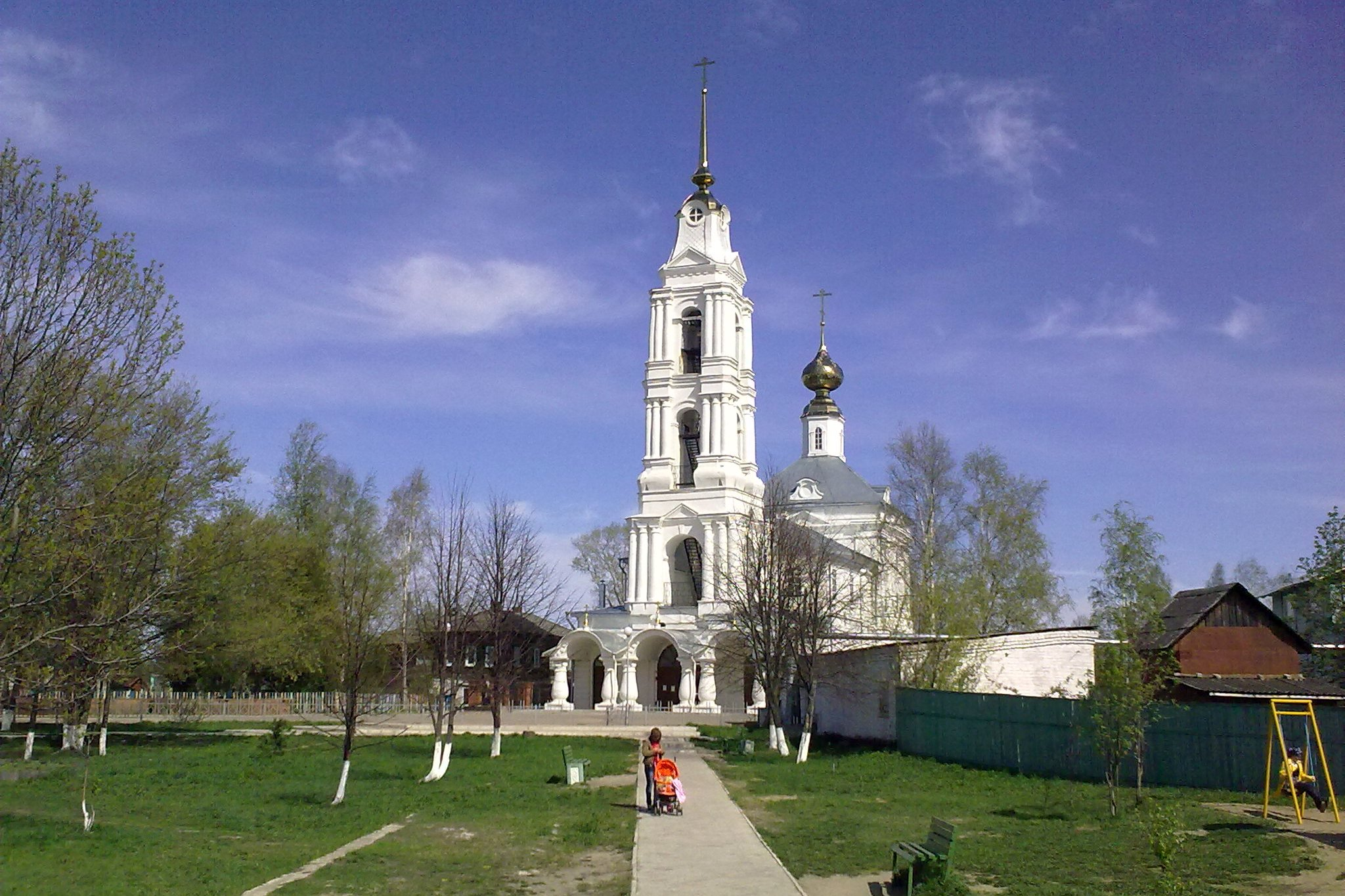
Verkündigungskathedrale

- Verkündigungskathedrale (Blagoweschtschenski sobor, 1810, wiederaufgebaut)
- Auferstehungskirche (zerkow Woskressenija Christowa, 1838)
- Miloslawski-Haus (1902), heute Heimatmuseum
- Bahnhofsgebäude mit Nikolai-Kirche (1913)

## Persönlichkeiten
- Jurij Smyrnow (* 1948), ukrainischer Polizist und Politiker; Innenminister (2001–2003)
- Jelena Misulina (* 1954), russische Politikerin der Partei Gerechtes Russland